# Monasterio de San Miguel (Cruilles)
El monasterio de San Miguel (en catalán: monestir de Sant Miquel) fue un monasterio benedictino, edificado a mediados del siglo XI. Se encuentra situado en la comarca del Bajo Ampurdán en Cataluña (España).

## Historia
Documentado en el año 1057, en el que la condesa Ermesenda lo unió al monasterio piamontés de San Michele della Chiusa. Poseyó el monasterio de Sant Genís de Rocafort y la parroquia de Santa Eulalia de Cruilles desde el año 1144. Durante la guerra de los Remensas en 1485 fue saqueado. En el año 1592 cuando en el monasterio no quedaba nadie más que el prior y un monje, el papa Clemente VIII lo incorporó al monasterio de San Pedro de Galligans.

## Arquitectura

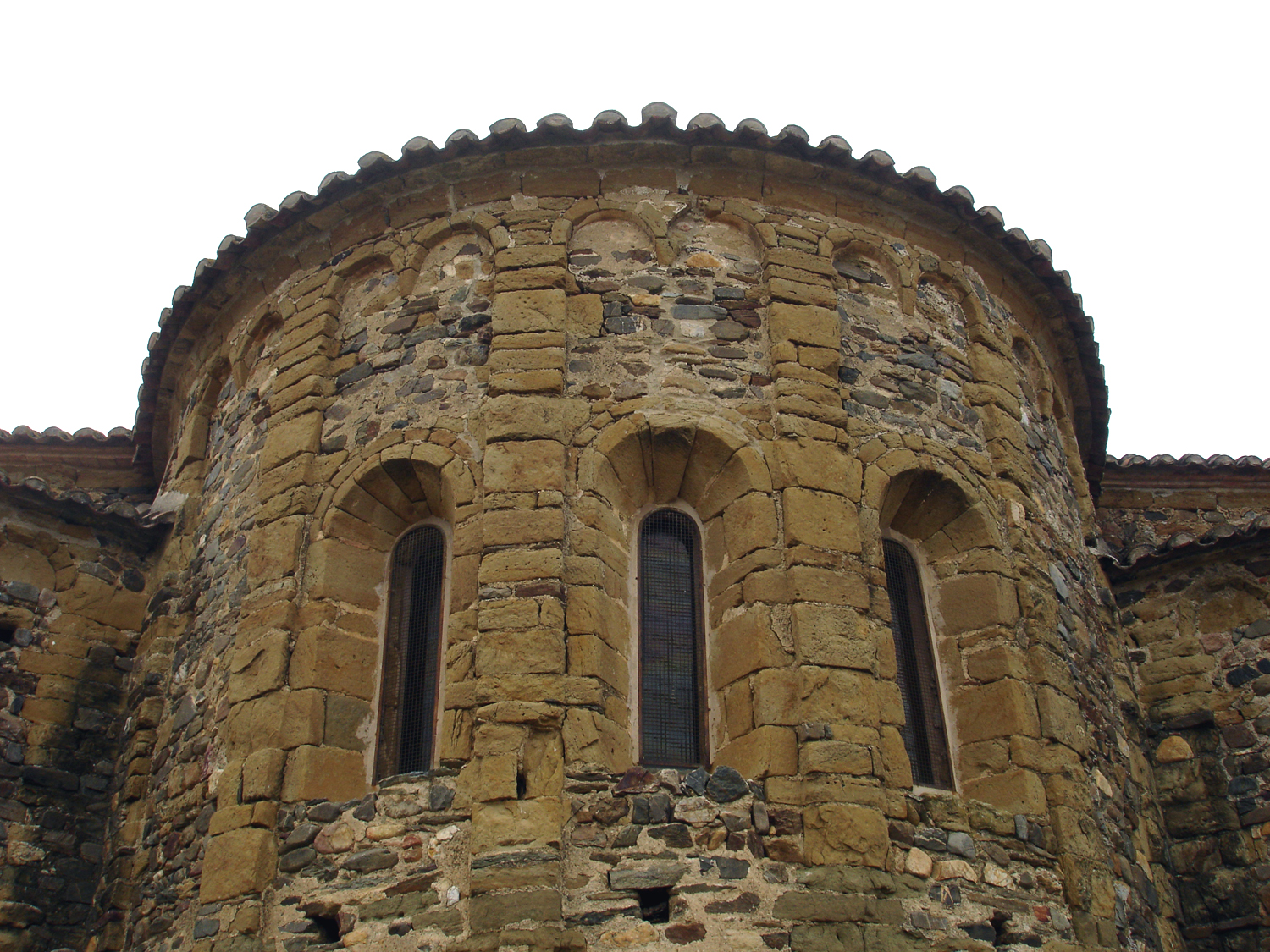
Decoración lombarda del ábside

Tiene planta basilical de tres naves, en la cabecera con tres ábsides semicirculares y con transepto. Las naves y el crucero tienen bóveda de cañón que se apoyan sobre pilares cruciformes y arcos de medio punto. En el transepto existe una cúpula semiesférica que en el exterior asoma como el cimborrio. Los ábsides tienen bóvedas de cuarto de esfera.
Se conservan restos de pintura de la mitad del siglo XII, en el ábside mayor, debajo de las ventanas absiales y en unas columnas entre las ventanas; en el muro izquierdo del cierre del crucero, también hay restos de pinturas murales que representan la traición de Judas, besando a Jesús. Estas pinturas se descubrieron en el año 1930, cuando se retiraba el retablo gótico de Lluís Borrassà para llevarlo al museo de Arte de Gerona.
En el exterior se puede ver la decoración lombarda; tiene una serie de arcuaciones ciegas que forman un friso en los laterales de la nave y en los ábsides se dividen en series dos arcos ciegos entre lesenas. Hay un campanario de torre cuadrada de los siglos XVI y XVII.
En el museo de Arte de Gerona se conservan algunas obras de San Miguel de Cruilles, siendo la principal una Majestad coronada del siglo XII.